# زبان اشاره ایرلند شمالی
زبان اشاره ایرلند شمالی زبان اشاره‌ای است که توسط ناشنوایان و کم شنوایان در ایرلند شمالی استفاده می‌شود.